# Flabelligeridae
Flabelligeridae zijn een familie van borstelwormen uit de onderorde van de Cirratuliformia. De wetenschappelijke naam van de familie werd voor het eerst geldig gepubliceerd in 1894 door de Saint-Joseph.

## Geslachten
- Annenkova Salazar-Vallejo, 2012
- Brada Stimpson, 1853
- Bradabyssa Hartman, 1967
- Buskiella McIntosh, 1885
- Coppingeria Haswell, 1892
- Daylithos Salazar-Vallejo, 2012
- Diplocirrus Haase, 1915
- Flabegraviera Salazar-Vallejo, 2012
- Flabehlersia Salazar-Vallejo, 2012
- Flabelliderma Hartman, 1969
- Flabelligera Sars, 1829
- Flabesymbios Salazar-Vallejo, 2012
- Flota Hartman, 1967
- Ilyphagus Chamberlin, 1919
- Lamispina Salazar-Vallejo, 2014
- Mazopherusa Hay, 2002 †
- Paratherochaeta Salazar-Vallejo, 2013
- Pherusa Oken, 1807
- Piromis Kinberg, 1867
- Poeobius Heath, 1930
- Pycnoderma Grube, 1877
- Semiodera Chamberlin, 1919
- Stylarioides Delle Chiaje, 1831
- Therochaeta Chamberlin, 1919
- Treadwellius Salazar-Vallejo, 2011
- Trophoniella Caullery, 1944

### Taxon inquirendum
- Trophonia Johnston, 1840

### Nomen dubium
- Aristenia Savigny, 1822
- Enigma Betrem, 1925
- Pantoithrix Chamberlin, 1919
- Zorus Webster, 1887

### Synoniemen
- Balanochaeta Chamberlin, 1919 => Piromis Kinberg, 1867
- Bradiella Rullier, 1965 => Diplocirrus Haase, 1915
- Chloraema Dujardin, 1839 => Flabelligera Sars, 1829
- Diversibranchius Buzhinskaja, 1994 => Diplocirrus Haase, 1915
- Flemingia Johnston, 1846 => Pherusa Oken, 1807
- Lophiocephala Costa, 1841 => Stylarioides Delle Chiaje, 1831
- Lophiocephalus [misspelling] => Lophiocephala Costa, 1841 => Stylarioides Delle Chiaje, 1831
- Lophocephala [misspelling, homonym] => Lophiocephala Costa, 1841 => Stylarioides Delle Chiaje, 1831
- Siphonostoma Rathke, 1843 => Flabelligera Sars, 1829
- Siphonostoma Otto, 1821 => Flabelligera Sars, 1829
- Siphonostomum [auct. lapsus] => Siphonostoma Otto, 1821 => Flabelligera Sars, 1829
- Siphostoma Otto, 1820 => Flabelligera Sars, 1829
- Stylaroides [auctt. misspelling] => Stylarioides Delle Chiaje, 1831
- Tecturella Stimpson, 1854 => Flabelligera Sars, 1829
- Therochaetella Hartman, 1967 => Trophoniella Caullery, 1944
- Trophonia Milne Edwards, 1836 => Stylarioides Delle Chiaje, 1831